# Staufensee-Stausee

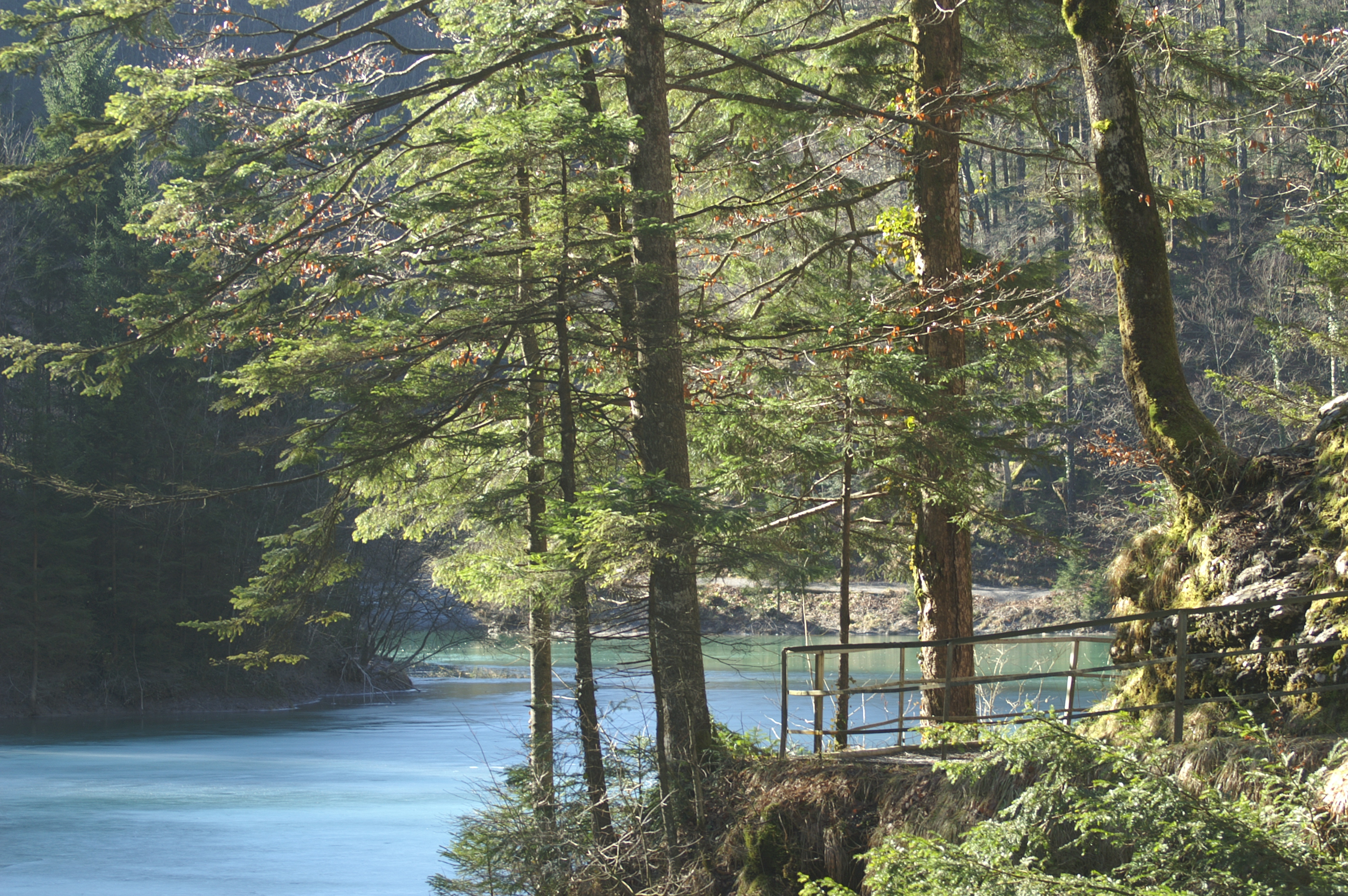
Staufensee Mitte.

Der Staufensee-Stausee (kurz Staufensee, 590 m ü. A.) ist ein Stausee und Kurzzeitspeicher mit etwa 120.000 bis 130.000 m³ Nutzinhalt (1992). Dies entspricht etwa dem Mittelwasserabfluss der Ebniter Ache an einem Tag.

## Namensherleitung
Der Name des Staufensees ist nach dem Berg Staufen (1465 m ü. A.) benannt, der sich darüber erhebt. Der Name des Staufen kann vom althochdeutschen stouf, der Bezeichnung einer kegelförmigen Erhebung abgeleitet werden oder auch aus dem mittelhochdeutschen („stouf“) im Sinne eines „steil aufragenden Felsen“.

## Geschichte
Nachdem das Hochwasser vom 15. Juli 1824 in Dornbirn die Notwendigkeit von Hochwasserschutzbauten an der Dornbirner Ache eindrücklich vor Augen geführt hatte, wurde in den Jahren 1828 bis 1834 an der Stelle der heutigen Staumauer eine Kiessperre (Staudamm) errichtet. Diese Kiessperre wurde durch ein neuerliches Hochwasser 1891 zerstört und 1893/1894 die Sperre in Form einer Gewölbestaumauer/Bogenstaumauer mit nun 12 m Höhe als Zyklopenmauerwerk aus großen Steinen wieder errichtet.
Am 7. Mai 1897 wurde die Stauweihergenossenschaft gegründet.
In den Jahren 1897 bis 1899 wurde die Staumauer nochmals verstärkt und auf 21 m erhöht. Parallel dazu wurde das Kraftwerk Ebensand gebaut.
1900 erhielt die Stauweihergenossenschaft eine Betriebserlaubnis für zunächst 60 Jahre und am 17. Juni 1901 die Betriebsbewilligung.
1901 wurde der Grundablass des Stausees anlässlich eines Hochwassers durch Schwemmmaterial verlegt und konnte erst 1977 wieder freigelegt werden.

## Geografie / Hydrologie

### Zuflüsse
In den Staufensee fließen mehrere natürliche und künstliche Zuflüsse. Das Wasser für den Staufensee-Stausee stammt aus dem Restwasser des Kraftwerks Ebensand, dem Älpelegraben, der Dornbirner Ache, dem Tüfgraben und dem Trestorengraben.

### Abflüsse
Ursprünglich wurde auch über eine Druckleitung für die Fabrikanlagen der Fa. F. M. Hämmerle im Gütle die Energie des Staufensees genutzt. Die Druckrohrleitungen wurden durch die an den Stausee anschließende Rappenlochschlucht geführt und bestehen bis heute.
Über die Fortsetzung der Dornbirner Ache durch die Rappenlochschlucht wird ein Teil des Wassers des Staufensees entwässert.
Die Staumauer selbst hat einen Grundablass und einen Mittelablass. An der linken Seite befindet sich ein Umlaufkanal für den Hochwasserabfluss. Ein 84 m langer Tunnel mit 11 % Gefälle an der westlichen Seite der Staumauer dient zur Stauseespülung und konnte ursprünglich auch zur Bereitstellung des Wassers für Holztriftungen verwendet werden.

### Lage und Ausdehnung
Der Staufensee liegt im Ebniter Tal und ist vom Gütle etwa 1,3 km Luftlinie entfernt, vom Stadtzentrum von Dornbirn etwa 4,5 km. Der See selbst ist beim höchsten Stauziel maximal 400 m lang und 160 m breit. Er gliedert sich in den Vordersee (bei der Staumauer) und den Hintersee (zum Kraftwerk Ebensand).

## Geologie
Der Staufensee liegt in einer flachen Mulde zwischen dem Alploch und dem Rappenloch. Aufgrund des im Durchflussgebiet der Ebniter Ache liegenden Kalkgesteins mit Mergel-Einschlüssen (Helvetisches System) entstehen aus der Zerkleinerung des Mergels durch das Wasser große Schlammmengen, die von der Ache mitgerissen werden und sich unter anderem im Staufensee zusammen mit biogenen Stoffen (z. B. Ästen) ablagern. Dies würde in der Folge rasch zur Verlandung des Stausees führen, wenn keine entsprechenden Maßnahmen gesetzt würden. In den 1970er Jahren wurde durch die Fa. Hämmerle der Staufensee saniert und 1977 der durch Schwemmgut verstopfte Grundablass wieder freigelegt.
Aufgrund der durch den Felssturz im Rappenloch vom 10. Mai 2011 verringerten Abflussmöglichkeit und der damit verbundenen Niveauanhebung des Wasserdurchflusses in diesem Teil der Rappenlochschlucht ist eine normale Austragung des Schwemm-Materials aus dem Stausee durch Hochwasser derzeit nicht mehr möglich, wodurch in wenigen Jahren eine Verlandung des Stausees droht. Dies hätte direkte Auswirkung auch auf die Funktion des Kraftwerks Ebensand.

## Technische Daten
- Stauvolumen: 0,13 Mio. m³
- Höhe der Staumauer: 22 m
- Breite am Staumauerfuß: 9,6 m
- Breite der Staumauerkrone: 3 m
- Bauform der Staumauer: Gewölbestaumauer in der Ausführung als Zyklopenmauerwerk
- Stauziel: 592 m ü. A.
- Absenkziel: 586 m ü. A.
- Dotierwassermenge (1995): 50 l/s
- tatsächliche Leckwassermenge (1995): 170 l/s

## Eigentum
Der Staudamm bzw. die Staumauer wurde von der Stauweihergenossenschaft Staufensee errichtet. Die Eigentümer der Stauweihergenossenschaft waren ursprünglich die Genossenschafter des Müllerbaches, die ein besonderes Interesse an einer gleichmäßigen Wasserdotierung der Dornbirner Ache hatten, sowie die Fa. F.M. Hämmerle mit ihrem Textilwerk in Gütle und die Fa. J.A. Winder (im Boden – nun Gastronomiebetrieb).

## Kraftwerksanlagen

### Kraftwerk Ebensand
Durch den Bau des Kraftwerks Ebensand in den Jahren 1898/1899 im Auftrag der Gemeinde Dornbirn musste die Staumauer des Staufensees verstärkt und erneuert werden. Zuvor war dieser Staufensee-Stausee nur zur Regulierung der Wasserdurchflussmengen der Dornbirner Ach genutzt worden, um das Holztriften und die Bewirtschaftung des Müllerbaches zu unterstützen. Als im Oktober 1898 der Zuleitungstunnel für das Kraftwerk Ebensand durchgeschlagen wurde, wurde auch die erneuerte und nun 21 Meter hohe Staumauer des Staufensees fertiggestellt.

### Wasserkraftwerk Staufensee
Am Fuß der Staumauer wurde 2004 das private Kleinwasserkraftwerk Staufensee der Kleinwasserkraftwerk Staufensee GmbH in Betrieb genommen.

## Touristische Nutzung
Nach Beginn der Aufstauung des Staufensees im Jahr 1900 wurde dieser auch für Bootsfahrten (Gondelverleih) genutzt.
Der Staufensee-Stausee ist ein von Tausenden jährlich besuchtes Naherholungsgebiet, Zielpunkt für die Wanderung durch die Rappenlochschlucht, Ammannsbrücke oder von der Karrenseilbahn-Bergstation und Ausgangspunkt für die Wanderung durch die Alplochschlucht und das Kirchle sowie nach Ebnit.
Es besteht oberhalb des Stausees eine eigene Postbus-Haltestelle (Haltestelle: „Rappenlochbrücke“).